# Los González, Querétaro Arteaga
Los González är en ort i Mexiko.   Den ligger i kommunen Tolimán och delstaten Querétaro Arteaga, i den centrala delen av landet, 190 km nordväst om huvudstaden Mexico City. Los González ligger 1 764 meter över havet och antalet invånare är 524.
Terrängen runt Los González är huvudsakligen kuperad, men åt sydost är den platt. Runt Los González är det ganska glesbefolkat, med 28 invånare per kvadratkilometer. Närmaste större samhälle är San Pablo Tolimán, 11,3 km sydost om Los González. Trakten runt Los González består i huvudsak av gräsmarker.